# Problepsidis
Problepsidis este un gen de insecte lepidoptere din familia Drepanidae.

Cladograma conform Catalogue of Life:
| Problepsidis | \| \| Problepsidis argyrialis \| \| \| \| \| \| Problepsidis argyriatis \| \| \| \| |
|              | \| \| Problepsidis argyrialis \| \| \| \| \| \| Problepsidis argyriatis \| \| \| \| |
|              | Problepsidis argyrialis                                                             |
|              |                                                                                     |
|              | Problepsidis argyriatis                                                             |
|              |                                                                                     |